# Marc Ecko
Marc Eckō (född Marc Milecofsky, 1972 i New Jersey, USA) är en amerikansk entreprenör och grundare av klädmärket Eckō och Marc Eckō Enterprises (MEE), som arbetar kläder, tidningar, klockor, skor och tv-spel.
Marc Eckō har ibland beskrivits som en före detta graffitimålare, men en vuxen ”mall rat” som hängde i gallerior och mest kladdade i ett skissblock är närmare sanningen. Han blev tidigt intresserad av kläder och tog även till sig intresse för breakdance och graffiti. Intresset för graffiti ledde honom tidigt in på att måla med airbrush.
Han började sin karriär som modeskapare under mitten av 80-talet, samtidigt som han studerade till farmaceut vid Rutgers School of Pharmacy. Den första kollektionen bestod av endast 6 stycken egendesignade t-shirts. Intresset för hans t-shirts med airbrushmotiv växte dock snabbt och tillsammans med sin syster Marci och vännen Seth Gerszberg grundade han 1993 klädesmärket Eckō. De första kollektionerna av jeans, tröjor och jackor mottogs dock med ett svagt intresse från klädbutiker och inköpare. Under flera år kämpade Eckō för sitt klädmärkes överlevnad men 1998, när företaget låg på gränsen till konkurs vände plötsligt modetrenden och intresset för märket ökade. 
Under sin uppväxt var Marc's smeknamn "Echo" (sv. "eko") för att han är tvilling. När hans mamma var gravid hördes ett eko av sin systers hjärtslag på ultraljudet, vilket visade sig vara Marc. Det var även denna stavning företaget hade när det startades, men ändrades till Eckō på grund av en konflikt med ett annat företag med samma namn.
Marc Ecko Enterprises (MEE) har genom åren växt till flera separata varumärken som Eckō Unltd., Marc Eckō Cut & Sew, Red by Marc Eckō, Zoo York, G-Unit Clothing Company, Avirex Sportswear, Sir Benni Miles, Complex Magazine och Marc Eckō Entertainment. Varumärken som finns representerade i välsorterade butiker runt om i världen. 
Företaget har senaste åren genomfört stora satsningar på egna flaggbutik. I dagsläget finns det flera fristående butiker i USA och ytterligare butiker världen över, under Eckō Unltd.s flagga. Under 2007 lanserades Marc Eckō Cut & Sew som en egen flaggbutik, med butiker i USA och i Kanada. Den enda Marc Eckō Cut & Sew utanför Nordamerika öppnades i Stockholm, Sverige, i september 2008.

## Fotnoter
- Eckō uttalas som det engelska ordet "echo" [eng: ĕkō]. Bokstaven "ō" i företagsnamnet (vilken inte ska förväxlas med ett "ö") är en fonetiskt bokstav som uttalas "ooh".